# Tom Cleverley
Thomas William „Tom” Cleverley (ur. 12 sierpnia 1989 w Basingstoke) – angielski piłkarz występujący na pozycji pomocnika, reprezentant Anglii.
5 czerwca 2015 roku Everton ogłosił, że zawodnik podpisze kontrakt z klubem po wygaśnięciu wcześniejszej umowy z Manchesterem United.
1 lipca 2023 ogłosił, że z powodów zdrowotnych kończy karierę piłkarską.